# Sinpo (métro de Séoul)
Pour l’article homonyme, voir Sinpo.
Sinpo (hangeul : 신포 ; hanja : 新浦) est une station de passage de la ligne Suin–Bundang du métro de Séoul. Elle est située au 3 Woohyeon-ro, dans l'arrondissement Jung-gu, sur le territoire de la ville métropolitaines Incheon, au sud-ouest de Séoul, en Corée du Sud.

## Situation sur le réseau

Plan du réseau (2023)

Établie en souterrain, la station Sinpo est une station de passage de la ligne Suin–Bundang du métro de Séoul. : elle est située entre la station Sungui, en direction du terminus nord Cheongnyangni, et la station Incheon terminus ouest de la ligne.